# Paternalismus
Paternalismus označuje vztah mezi dvěma subjekty (osobami, ale i státy, oblastmi či ekonomickými subjekty), z nichž jeden přistupuje ke druhému z nadřazené, ale současně otcovské a chránící pozice. Paternalismus se vyznačuje přesvědčením nadřazené osoby, že ona sama ví, co je pro podřízenou osobu nejlepší. Jde o přesvědčení a z něho vycházející politiku, že jedinci sami nedokáží poznat, co je pro ně dobré, a je třeba jim správné postoje, jednání či názory uložit, předat či „vnutit“. Zároveň však jde o přístup omezující a zakazující jednání „nevhodné“, podle názoru nadřízeného.
Jednoslovně lze česky vyjádřit jako: rodičovský, pečující, direktivní, řídící, příkazný aj.; také regulující, omezující a zakazující.
Pojem paternalismus se používá v mnoha různých významech, například:
- ekonomie – přístup hospodářského centra ke státním nebo podřízeným podnikům s cílem jejich ochrany a lepšího vedení.[1]
- psychologie – paternalistický model v transakční analýze Erica Berneho charakterizuje komunikační vztah rolí rodič–dítě.
- politologie – paternalistický konzervatismus označuje relativně pružnou verzi konzervatismu, kde jsou pragmaticky dávány jisté výhody chudině (nemocenská, starobní důchod aj.) s cílem minimalizovat riziko její nespokojenosti. Paternalistický konzervatismus souvisí například se jménem Edmund Burke.[2]